# Fonología del islandés
A diferencia de muchas lenguas, el islandés tiene solamente escasas diferencias dialectales en los sonidos, debido al pequeño número de hablantes [la cita necesitada] y la concentración de estos hablantes en una área, Islandia. La lengua tiene monoptongos y diptongos, y muchas consonantes pueden ser sonoras o sordas.
Entre las oclusivas, el contraste del islandés se puede describir mejor como uno de aspiración que uno de sonoridad. Las oclusivas sordas pre-aspiradas son comunes también. Aun así, los fonemas fricativos y sonorantes exhiben contrastes estándares de voz, incluso entre consonantes nasales (lo que es raro en las lenguas del mundo). Además, la longitud contraste entre consonantes, pero no entre vocales. En islandés, la tensión principal siempre está en la sílaba primera.

## Consonantes
Hay controversia sobre el número y la naturaleza de los fonemas de consonante en islandés moderno, debido a una relación compleja entre alófonos de consonante.

### Los alófonos importantes
Incluso el número de alófonos importantes es el tema de disputa, aunque disputa menor de la de fonemas.  Atrás, hay un gráfico de sonidos potencialmente contrastivos. Los sonidos son distinciones importantes fonéticas que contrastan un poco en algunas posiciones con fonemas conocidos; no es un gráfico de fonemas reales), según un análisis (Thráinsson 1994):
|             |              | Labial | Labial | Coronal | Coronal | Palatal | Palatal | Velar | Velar | Glotal |
| ----------- | ------------ | ------ | ------ | ------- | ------- | ------- | ------- | ----- | ----- | ------ |
| Nasal       | Nasal        | m̥      | m      | n̥       | n       | ɲ̊       | ɲ       | ŋ̊     | ŋ     |        |
| Oclusiva    | Oclusiva     | pʰ     | p      | tʰ      | t       | cʰ      | c       | kʰ    | k     |        |
| Continuante | Sibilante    |        |        | s       |         |         |         |       |       |        |
| Continuante | No-sibilante | f      | v      | θ       | ð       | ç       | j       | x     | c     | h      |
| Lateral     | Lateral      |        |        | l̥       | l       |         |         |       |       |        |
| Rótica      | Rótica       | r̥      | ɲ      |         |         |         |         |       |       |        |

- /n̥, n, l̥, l/, n, l̥, l/ son los alveolares [n̥, n, l̥, l], mientras que /tʰ, t/ son dentales [t̪ʰ, t̪], t̪].[1]
- /s/ es una fricativa apical alveolar sibilante.[2]
- /θ, {AFI|ð}}/ son fricativas dentales, siendo /θ/ sorda y /ð/ su variante sonora.[3]
- Los continuantes sordas /f, s̺, θ̠, ç, x, h, s, θ, ç, x, h/ son siempre constrictivas [f, s̺, θ̠, ç, x, h], pero continuantes sonoras /v, ð, j, ɣ/ no son muy constrictivas y son a menudo más cercano a continuantes [ʋ, ʋ, ɹ, ð̠˕, j, ɰ, j, ɰ] que fricativas [v, ð̠, ʝ, ɣ].
- Las consonantes róticas pueden ser o trinos [r̥, r] o grifos [ɾ̥, ɾ]; depende del hablante.
- El análisis acústico muestra que el continuante sorda lateral [l̥] es, en práctica, normalmente realizado con fricción considerable, especialmente al final de una palabra o una sílaba, i. e., esencialmente una fricativa lateral alveolar sorda [ɬ].[4]

Scholten (2000) incluye tres sonidos extras: la oclusiva glotal [ʔ], el continuante alveolar lateral sordo [l̥ˠ] y su homólogo sordo [lˠ].
Se han propuesta muchos análisis contradictorios para fonemas islandeses.  La raíz de los problemas se originan de alternancias regulares y fusiones entre los sonidos que están descritos encima en varias posiciones.

### Las alternancias
Ejemplos de alternancias a través de posiciones diferentes:
1. [pʰ], [f]: tæp [ˈtʰaɪːpʰ] ('incierto' fem.), tæpt [ˈtʰaɪft] ('incierto' neut.)
2. [p], [f], [v]: grafa [ˈkraːva] ('cavar'); grafta [ˈkrafta] ('cavar'); grafna [ˈkraːva] ('cavar')
3. [k], [x], [ɣ], [j]: segi [ˈsɛːjɪ] ('digo'), sagt [ˈsaxt] ('dicho'), sagði [ˈsaɣðɪ] ('dije'), sagna [ˈsakna] ('de historias')

### Las restricciones
Las consonantes dorsales (velares, palatales, glotales)
La "fricativa glotal" [h] (de hecho un continuante sin lugar de articulación) sólo ocurre inicialmente antes de una vocal, o siguiente de una vocal en las secuencias [hp ht hk hc]. Sobre estas secuencias últimas, a veces se dice que son oclusivas "pre-aspiradas" unitarios; mire abajo.
La fricativa velar sorda [x] ocurre solamente entre una vocal y [s] o [t], e inicialmente como variante de [kʰ] antes de [v]. A causa de no contrastar con [kʰ] en cualquier posición, se puede analizar como un alófono de [kʰ].
Hay dos conjuntos de sonidos palatales. "Consonantes palatales alternantes" [c cʰ j] alternan con las consonantes velares [k kʰ x ɣ], mientras "consonantes palatales no alternantes" [ç j]  no alternan. Note que [j] aparece dos veces; estas dos [j] se comportan de manera diferente, ocurren en distribuciones diferentes, y están denotadas por letras diferentes (g y j). Esto sugiere que es posible que pertenezcan a fonemas diferentes, y de hecho aquello es un análisis común.
En general, las consonantes palatales alternantes [c cʰ j] están restringidas a aparecer antes de vocales. Las consonantes velares ([k kʰ x ɣ] están restringidas a aparecer en todas partes sino antes de vocales anteriores.  En otras palabras: antes de vocales posteriores y anteriores redondeados, pueden aparecer tanto palatales como velares; antes de las vocales anteriores sin redondear, únicamente pueden aparecer las consonantes palatales; antes de que las consonantes, únicamente pueden aparecer las consonantes velares.
Las fricativas dentales
Las fricativas [θ] y [ð] son alófonos de un solo fonema, /θ/. [θ] se usa al principio de una palabra, como en þak [θaːk] ('techo'), y antes de una conosonante sorda, como en maðkur [maθkʏr̥] ('gusano'). [ð] se usa entre vocales, como en iða [ɪːða] ('vórtice') y al final de palabras, como en bað [paːð] ('baño'), a pesar de que se puede pronunciar como [θ] antes de una pausa.
Los sonantes sordos
De los sonantes sordos [l̥ r̥ n̥ m̥ ɲ̊ ŋ̊], solamente [l̥ r̥ n̥] ocurren al inicio de una palabra, por ejemplo en hné [n̥jɛː] ('rodilla'). Sólo en posición inicial se contrastan los sonantes sordos con los sonantes sonorantes correspondientes. Al final de palabras, antes de consonantes aspiradas y después de consonantes sordas, sólo aparecen los sonantes sordos; en otras partes, sólo aparecen los sonantes sonorantes.  Esto prueba que [m̥ ɲ̊ ŋ̊] no son fonemáticos. Recientemente, ha habido una tendencia, especialmente entre los niños, de pronunciar hn inicial de manera sonora, p. ej. hnífur [nivʏr̥] ('cuchillo') en lugar de la pronunciación estándar [n̥ivʏr̥].
Los nasales palatales y velares
Los nasales palatales [ɲ̊ ɲ] aparecen antes de oclusivas palatales y los nasales velares [ŋ̊ ŋ], antes de oclusivas velares; en estas posiciones, no ocurren los nasales alveolares [n̥ n]. [ŋ] también aparece antes de [l] y [s] a través de la supresión de [k] en los grupos de consonante [ŋkl] y [ŋkl] Está claro que los nasales palatales no son fonemáticos, a pesar de que hay algún debate sobre [ŋ], debido a la supresión común de [k].

### Los fonemas
Como se ha discutido antes, los sonidos [m̥ ɲ̊ ŋ̊ ɲ x ð], probablemente [ɣ], y posiblemente [ŋ] no son fonemáticos.  Más allá de esto, se debate mucho acerca de tanto el número e identidad de los fonemas en islandeses como el mapeo entre los fonemas y los alófonos.
Hay varias soluciones diferentes:
Fonética vs. ortográfica:
1. La solución "fonética."  Esta solución intenta quedarse tan cercana como posible a la fonética.  Esto supondría, por ejemplo, que [k] y [kʰ] tendría que ser coherentemente analizado en todos los contextos como fonemáticos /k/ y /kʰ/, respectivamente (o quizás como un archifonema /K/ en posiciones donde los dos no contrastan), y que [hk] es una secuencia fonemática /hk/ (o posiblemente un //ʰk// unitario y pre-aspirado).
2. La solución "ortográfica" (p. ej. Thráinsson 1978).  Esta solución presume que la ortografía esté aproximadamente indicativa de los fonemas subyacentes. Generalmente se supondría, por ejemplo, que hay fonemas /k/ y /ɡ/, los cuales ocurren de acuerdo con la ortografía (i.e. //k// dónde se escribe /k/, //ɡ// dónde se escribe g). //k// tiene alófonos [/k/ʰ], [k] y [x], según el contexto, y //ɡ// tiene alófonos [k], [ɣ] y [x]. Se analiza [hk] como /k/ o //kk//, mientras [kʰ] se analiza como //ɡɡ//, otra vez compatible con la ortografía.  Una varian/t/e de esta teoría /s/upondría que /k/ y //ɡ// se fusionan en un archifonema //k// en contextos donde los dos no se distingan, p. ej. antes de /s/ o /t/, donde ambos se pronunciarían como [x].  Note que en esta teoría, un sonido específico frecuentemente sería un alófono de unos fonemas diferentes según el contexto; p. ej. [k] se supondría como //ɡ// inicialmente, pero /k/ entre vocales.

Maximalista vs. minimalista:
1. La aproximación "maximalista."  Esto generalmente presume que los sonidos que contrastan son fonemas independientes a menos que haya buena razón.  E/s/to supondría, por ejemp/l/o, que las oclusivas palatales [c cʰ],  sonantes sordas [l̥ r̥ n̥] y quizás el nasal velar [ŋ] son todos fonemas distintos, al menos en posiciones donde no se puede analizarlos como alófonos de otros fonemas unitarios (p. ej. al principio de una palabra para los sonantes, antes de /l/ y /s/ para el velar nasal).
2. La aproximación "minimalista." Esta aproximación analiza sonidos como grupos siempre cuando sea posible, para reducir el número de fonemas y (en algunos casos) tener una explicación mejor para las alternancias.  Esto supondría, por ejemplo, que las oclusivas palatales, sonantes sordas y nasal velar [ŋ] son grupos fonemáticos, de acuerdo con el orthography.  En los análisis estructuralistas, los cuales pasaron de moda durante los años 1960, cuando se popularizaron las aproximaciones generativas, las aproximaciones incluso más minimalistas eran comunes.  Un ejemplo es (Haugen 1958). Aunque presenta más que un análisis, el análisis más mínimo acepta, no solamente todos los grupos que la ortografía indica, sino también analiza los aspirados como las secuencias //bh//, //ɡh//, //dh// (o /ph/, //kh//, /th/ según cómo se interpretan las oclusivas no aspiradas) y reduce todas las vocales y diftongos a un conjunto de 6 vocales.